# Serengeti (2011)
Serengeti ist eine deutsche Kinodokumentation des Zoologen und Tierfilmers Reinhard Radke aus dem Jahr 2011. Der Film beschäftigt sich mit dem Leben der Tiere im tansanischen Serengeti-Nationalpark.

## Handlung
Hauptgegenstand von Serengeti ist die Massenwanderung der Gnus, welche auf der Suche nach nahrhaftem Gras jährlich hunderte Kilometer durch die Savanne ziehen. Zum Ende der Regenzeit brechen sie in einer riesigen Herde mit über eine Million Tiere Richtung Norden auf. Dabei sind die Gnus und andere Tiere, die sich der Migration anschließen, etwa Zebras und Gazellen, fortwährend Gefahren ausgesetzt, besonders durch Fressfeinde wie Löwen und Geparden. Einen Höhepunkt der großen Wanderung stellt die Überquerung des Mara dar: Dort müssen die Gnus nicht nur meterhohe Steilwände überwinden, sie sind auch Krokodilen ausgeliefert. Mit Einsetzen der Regenzeit verlassen die Gnus den Norden jedoch wieder, was lange Zeit ein Rätsel war. Der Grund dafür ist, dass das Gras im Norden einen Phosphormangel aufweist und die Gnus somit zum Rückzug in den Süden zwingt.

## Hintergrund

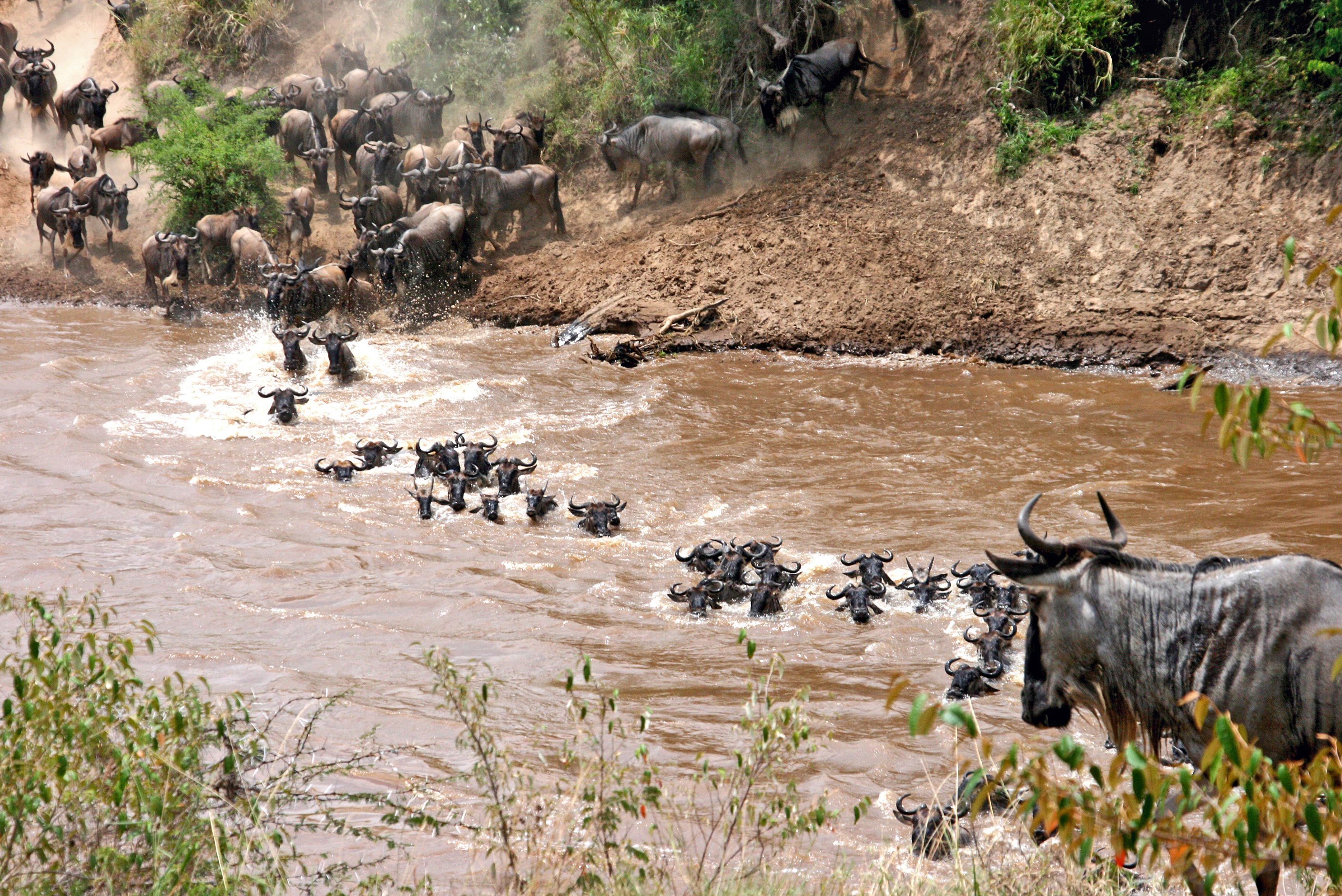
Gnus bei der Flussüberquerung

Die Dreharbeiten dauerten über zwei Jahre. Reinhard Radke hielt das Kino für das geeignetere Medium, dem Zuschauer die Weite der Serengeti-Landschaft und viele ihrer Details zu vermitteln.
Anders als in der 1959 erschienenen Dokumentation Serengeti darf nicht sterben, ist die Bedrohung und Zerstörung der Natur durch den Menschen nicht Thema von Radkes Film. Im Mittelpunkt steht die unberührte Natur:

„Der Film erzeugt eine andächtige Ergriffenheit vor der Monumentalität und Schönheit dieses Naturraums, die mit gutgemeinten Belehrungen leicht zerstört werden könnte. Es gibt eine Zeit zum genießen und bewundern, und eine Zeit, sich politisch zu engagieren. Beides ergänzt sich und bedarf einander, aber es sollte nicht immer vermischt werden.“

## Technik
Eine filmtechnische Besonderheit sind die mehrfach gezeigten Zeitlupenaufnahmen. Realisiert wurden diese unter Verwendung einer Hochgeschwindigkeitskamera, mit der bis zu 2000 Bilder pro Sekunde aufgenommen wurden. Eine Gyroskop-Stabilisierung ermöglichte wackelfreie Luftaufnahmen. Auch eine ferngesteuerte Kamera, versteckt in einer Metallbox, kam zum Einsatz.

## Kritiken
„Mit geschmeidiger handwerklicher Perfektion nähert sich nun der erfahrene Naturdokumentarist Reinhard Radke, aktiv für ZDF und BBC, der fast schon mythologischen Landschaft an, die er bereits mehrfach besucht hat. Er verzichtet darauf, die Einheimischen zu zeigen, die im Original fast häufiger im Bild waren als die Tiere, und lässt der Fauna den Vortritt. Technisch ganz auf der Höhe der Zeit setzt Radke auf meditative Ruhe statt Modernismen.“

„[Wir hätten uns] zu den beiden vorgestellten Tierarten und der Serengeti ein paar mehr Hintergrundinformationen gewünscht. So weiß man zwar was sie für ein Leben führen, aber nicht wie viele Tiere es gibt. Auch über die Serengeti und die genaue Lage ist man nach der Dokumentation nicht viel schlauer. Trotzdem ist “Serengeti” eine durchaus gelungene Dokumentation. Faszinierende Aufnahmen über eine tolle Landschaft und spektakuläre Tierarten, sorgen für einen gelungenen Film für die ganze Familie.“

„So ist ein visuell sehr ansprechender Film entstanden, der jedoch ein falsches Bild der Serengeti vermittelt. So unberührt, wie die Macher die Landschaften darstellen, sind sie nicht. Zwar gehören Jagen und Gejagtwerden zum Kreislauf und zu den Herausforderungen in der Serengeti. Doch ist der Mensch, der auch dort immer mehr Einfluss nimmt, die größte und einschneidendste Bedrohung von allen.“

„Mit 'Serengeti# legt Reinhard Radke eine klassisch inszenierte Tier-Doku vor, die sich zwar an ähnlichen TV-Formaten orientiert, aber dank der visuell beeindruckenden Aufbereitung die Kinoleinwand mustergültig bedient. Wenngleich 'Serengeti' nicht ganz verleugnen kann, dass er nichts wirklich Neues liefert, ist der erneute Blick auf dieses Naturschauspiel deshalb trotzdem sehenswert.“